# Żabka (entreprise)
Pour les articles homonymes, voir Zabka.
Żabka Polska, plus connue sous le nom de Żabka (prononciation polonaise : [ˈʐapka] ; littéralement « petite grenouille »), est une chaîne polonaise de magasins de proximité comptant environ 10 500 sites en Pologne, exploités par environ 9 000 franchisés. L'entreprise sert plus de trois millions de clients par jour et a généré environ 4,6 milliards d'euros de chiffre d'affaires en 2023.
Les magasins Żabka disposent d'un espace Żabka Café où les clients peuvent profiter de restauration rapide, de collations chaudes et de café fraîchement moulu. L'entreprise propose également plusieurs produits sous ses propres marques, tels que les plats cuisinés Szamamm, les sandwichs Tomcio Paluch, les jus de fruits frais et les limonades Wycisk et les collations liquides Foodini. En outre, les magasins proposent divers services, notamment des billets de loterie, des dépôts et des retraits d'espèces par carte de crédit et de débit, des achats de cartes cadeaux et prépayées, des paiements de factures de services publics et la livraison et la collecte de colis.
L'entreprise s'est développée dans de nouveaux formats, notamment les magasins sans personnel Żabka Nano et les magasins drive-in Żabka Drive. Depuis 2024, le groupe Żabka s'étend sur le marché roumain sous la marque Froo, avec pour objectif d'exploiter 200 magasins et de générer 175 millions d'euros de revenus d'ici la fin de l'année.

## Histoire
Żabka a été fondée par l'entrepreneur Mariusz Świtalski en 1998 et a ouvert la même année ses sept premiers magasins à Poznań et Swarzędz. En octobre 2005, Żabka comptait 1 700 magasins dans toute la Pologne. En 2007, Żabka a été acquise par Penta Investments.
En décembre 2010, Penta a vendu les opérations tchèques de Żabka (localisées sous le nom de Žabka) et de sa filiale Koruna au géant britannique de la vente au détail Tesco,. L'accord a été conclu en avril 2011. En février 2011, Penta a signé un accord pour vendre les opérations polonaises restantes de Żabka Polska, y compris le format de magasin Freshmarket, à Mid Europa Partners .
En février 2017, Mid Europa Partners conclut un accord pour vendre Żabka pour une valeur non divulguée (mais estimée par les analystes entre 1 et 1,5 milliard d'euros) à CVC Capital Partners, une société basée au Luxembourg.
Depuis 2018, après l'introduction de l'interdiction de l'ouverture des commerces le dimanche en Pologne,,,, Żabka Polska décide de davantage mettre l'accent sur les caisses automatiques et les magasins automatisés sans personnel, ces derniers utilisant la plateforme de cloud computing Microsoft Azure.
En 2021, l'athlète polonaise Maria Andrejczyk met aux enchères sa médaille d'argent gagnée au jeux olympiques de Tokyo (lancer de javelot) pour financer l'opération d'un enfant de huit mois souffrant d'une grave malformation cardiaque. Elle récolte au total 44 000 euros pour l'opération et l'entreprise Żabka, qui avait remporté l'enchère, lui permet de conserver sa médaille.
En décembre 2023, il a été annoncé que Żabka ouvrirait ses premiers magasins en Roumanie.
En novembre 2024, Żabka est cotée à la Bourse de Varsovie sous le sigle ZAB.

## Galerie

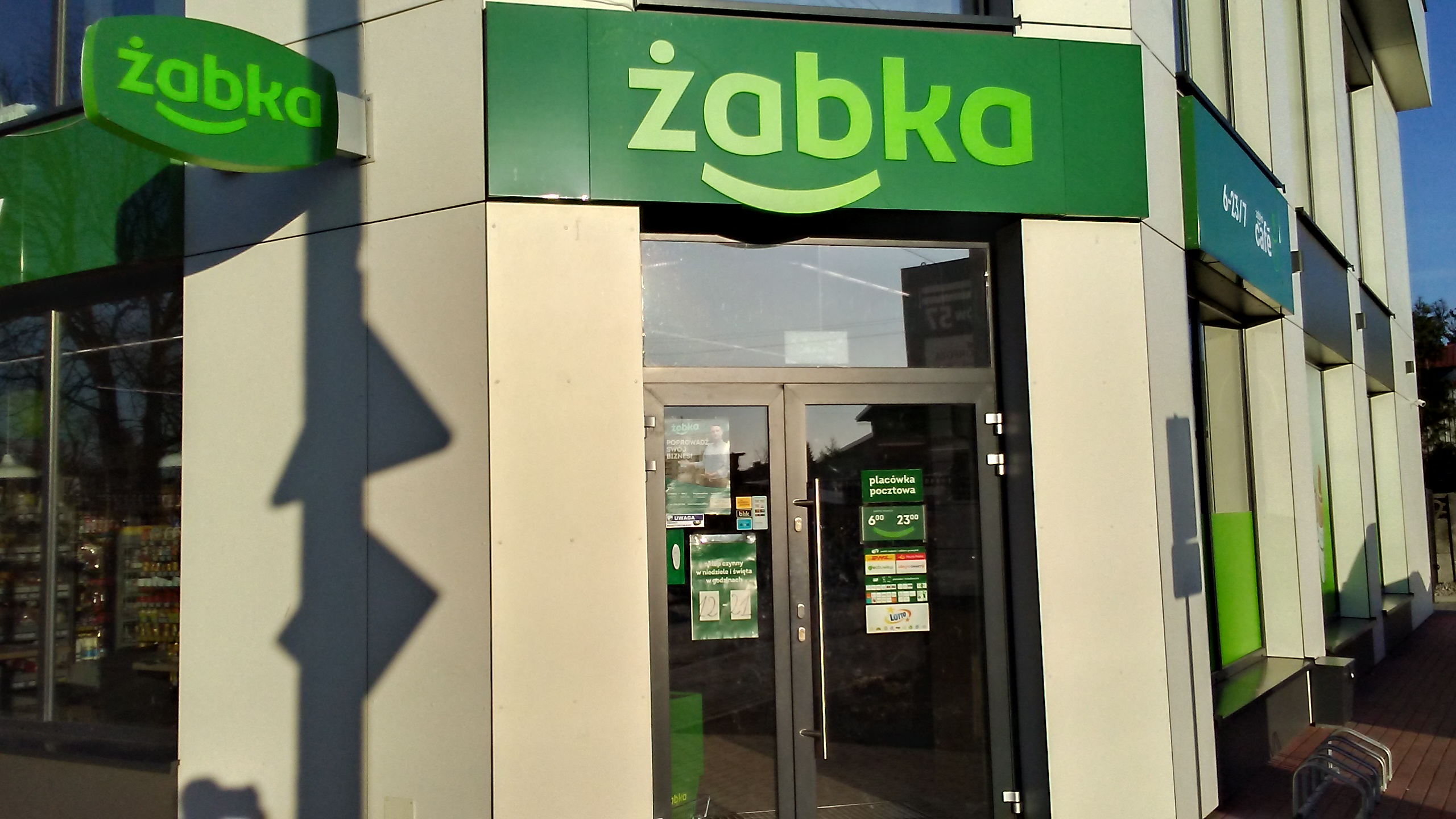
Une boutique Żabka
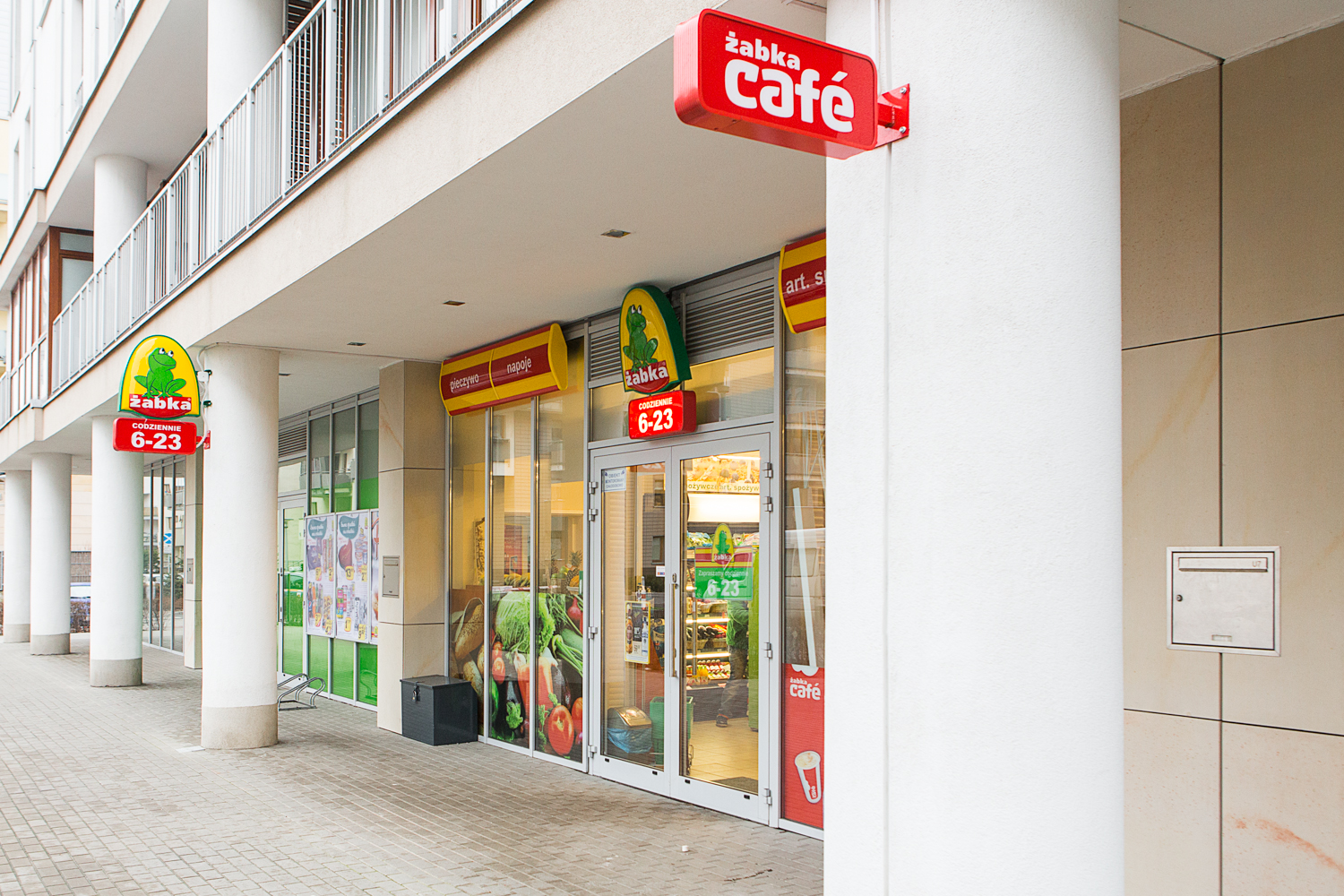
Une autre boutique Żabka
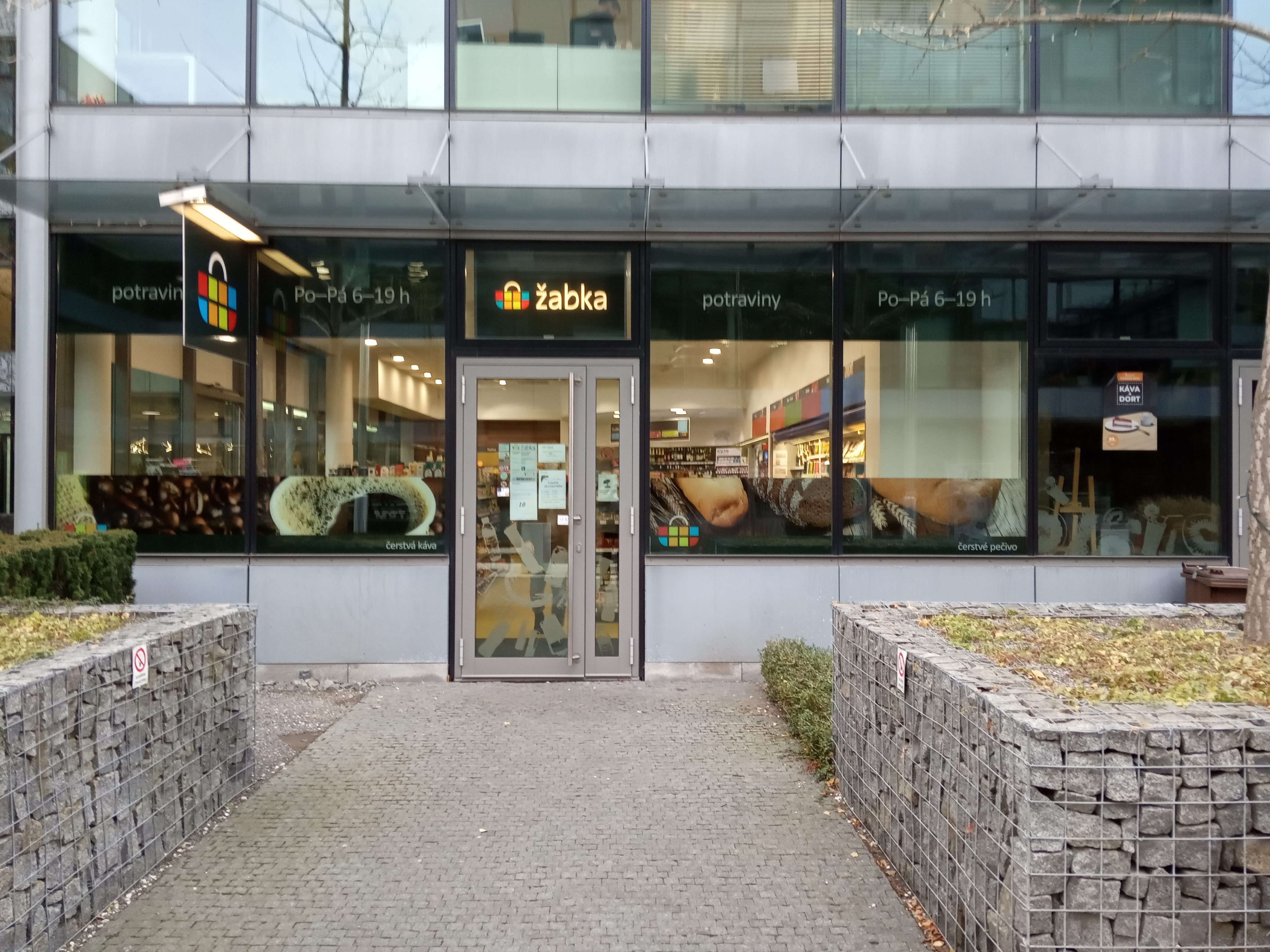
Un Žabka en Tchéquie
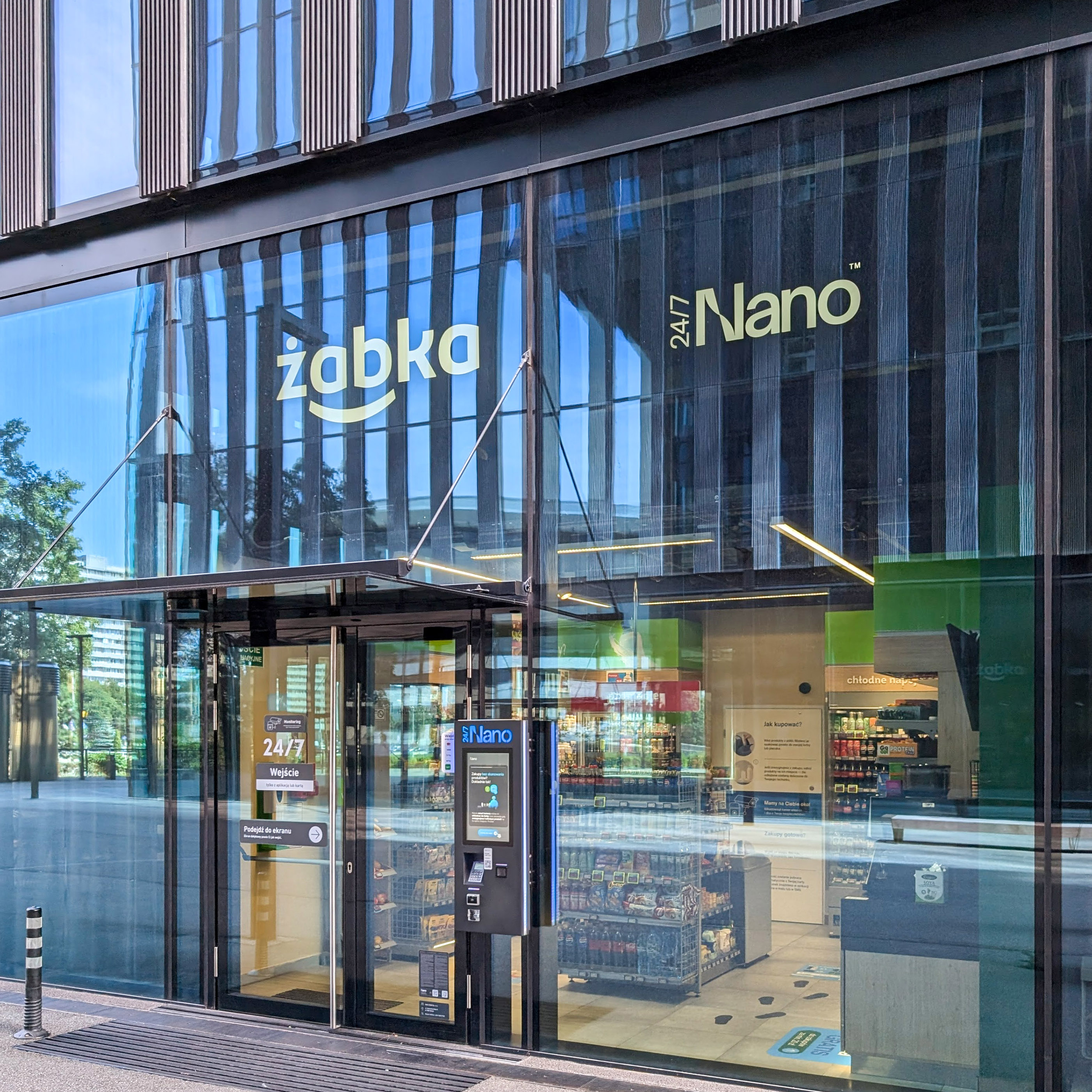
Un Żabka Nano à Katowice